# Wilhelm Kapferer
Wilhelm Kapferer (* 27. Januar 1888 in Mosbach; † 1961) war Kaufmann und Gemeinderat in Mosbach. Kurz vor dem Einrücken der Amerikaner übertrug man ihm Ende März 1945 die Geschäfte des Bürgermeisters. Seiner Courage und seinem Verhandlungsgeschick ist es zu verdanken, dass die Stadt kampflos übergeben wurde und in den letzten Tagen des Zweiten Weltkriegs unzerstört blieb. Für seine Verdienste wurde er 1953 zum Ehrenbürger von Mosbach ernannt. Er war außerdem Geschäftsführer der Mosbacher Drogerie Kapferer, die er zu einer pharmazeutischen Großhandlung ausbaute.

## Leben
Er entstammte einer alten Freiburger Patrizierfamilie. Sein Großvater war als Amtsrichter in Folge seines Eintretens für die Revolution von 1848 nach Mosbach strafversetzt worden. Der Vater, Wilhelm Kapferer senior (1858–1917), gründete 1884 in Mosbach eine Drogerie. Wilhelm junior absolvierte wie der Vater eine Lehre zum Drogen- und Chemikaliengroßhändler, war aber in seiner Lehrzeit auch zeitweise Volontär einer Zeitung in Berlin, wo er seine Frau Irma kennenlernte. Wegen eines Sehfehlers nahm er am Ersten Weltkrieg nur als Sanitäter und in der Arzneimittelverwaltung des Heeres bei Offenburg teil. 
Sein Vater war 1917 verstorben, so dass die Mutter zunächst die Geschäfte der Mosbacher Drogerie fortführte, bis nach Kriegsende Wilhelm junior die Geschäftsführung übernahm. Trotz Rückschlägen während der Inflationszeit, gelang es ihm, das Unternehmen weiter auszubauen. Er erbaute ein Großhandelslager in der Mosbacher Kesslergasse, spezialisierte das Unternehmen auf genau dosierte Arzneien und erhielt 1934 die Anerkennung als vollsortierte pharmazeutische Großhandlung. Vor dem Zweiten Weltkrieg hatte er 24 Beschäftigte und ein aus 15.000 Artikeln bestehendes Sortiment.
Kapferer gehörte in Mosbach zahlreichen Vereinen an. Politisch engagierte er sich in der Zentrumspartei und gehörte nachweislich der erhaltenen Protokolle von 1919 bis mindestens März 1942 dem Mosbacher Gemeinderat an. Aus der Zeit von März 1942 bis 1945 sind keine Protokolle mehr erhalten, doch es wird davon ausgegangen, dass er auch in dieser Zeit Gemeinderatsmitglied war.
In der Endphase des Zweiten Weltkriegs kam es zu turbulenten Ereignissen in Mosbach. Ende März kreisten tagelang Jagdbomber über der Stadt. Von der näherrückenden Front im Westen zog ein ununterbrochener Strom von Flüchtlingen durch die Stadt, außerdem kam es immer wieder auch zu Truppendurchzügen. Am 31. März 1945 (Karsamstag) setzte sich Bürgermeister-Stellvertreter Muser ab. Am selben Tag übertrug Landrat Wilhelm Compter Kapferer die Geschäfte des Bürgermeisters der Stadt Mosbach. Kaum mit den Geschäften betraut, sah sich Kapferer zwei SS-Offizieren gegenüber, die ihn davon in Kenntnis setzten, dass das Mosbacher Stadtgebiet in die Hauptkampflinie einbezogen würde und aus der Bürgerschaft 500 Mann zur Verteidigung anzutreten hätten. Kapferer ließ den Befehl nach anfänglichem Zögern verbreiten und erreichte tatsächlich die Aufstellung von etwa 100 Mann, die jedoch von der SS wieder entlassen wurden. Unterdessen verhandelte Kapferer, der sich von Beobachtungsposten auf dem Rathausturm über die Truppenbewegungen in der Umgebung informieren ließ, mit den SS-Offizieren über die Kampfplanungen. Er wies auf den reichen historischen Baubestand der Stadt hin und darauf, dass die Alliierten die Stadt bei ihrem Vorrücken ohnehin über die Dallauer Höhe in Richtung Allfeld umgehen würden, so dass keine Notwendigkeit zur Verteidigung bestünde, die nur auf eine zwecklose Zerstörung der Altstadt und sinnlose Opfer hinauslaufen würde. Anderntags (Ostersonntag) waren die beiden SS-Offiziere abgerückt und Kapferer sah sich am Morgen mit einem neuen Kampfkommandanten konfrontiert, der zudem bereits einige Panzerfaustnester in der Altstadt eingerichtet hatte. Auch mit diesem führte er Verhandlungen und erhielt zunächst die Zusage, dass die in der Stadt stationierte SS keine Angriffe in Richtung der vorrückenden Amerikaner vornehmen würde, die den Beschuss der Stadt zur Folge hätten. Durch weitere Verhandlungen erreichte Kapferer schließlich, dass sich die SS-Verbände am frühen Nachmittag ganz aus Mosbach zurückzogen. Im weiteren Verlauf des Nachmittags erschien eine Abordnung aus der Bürgerschaft, die Kapferer beschwor, die Stadt auf jeden Fall kampflos zu übergeben. Abends wurde Kapferer telefonisch von einem SA-Sturmführer aufgefordert, bewaffneten Widerstand in der Stadt zu organisieren, was Kapferer mit Hinweis auf die sinnlosen Opfer nachdrücklich ablehnte. Nachdem am nächsten Morgen (Ostermontag) amerikanische Truppen Neckarelz erreicht hatten, ließ Kapferer die weiße Fahne auf dem Rathausturm hissen. Einen in zivil im Rathaus erscheinenden früheren Ortsgruppenleiter, der in letzter Minute nochmals den bewaffneten Widerstand einzufordern versuchte, ließ Kapferer aus dem Rathaus werfen. Wenig später erreichten die ersten amerikanischen Truppen die Stadt und besetzten sie kampflos.
Kapferer blieb noch einige Wochen kommissarisch im Amt, bevor die amerikanische Besatzungsmacht am 23. Mai 1945 Wilhelm Schwarz als Bürgermeister bestimmte. In der Nachkriegszeit trat er in die CDU ein und gehörte für diese nochmals von 1951 bis 1959 dem Gemeinderat an. 1953 wurde er für seine Verdienste um seine Heimatstadt mit der Ehrenbürgerwürde ausgezeichnet.
Das von ihm geleitete Unternehmen, die W. Kapferer KG, wurde nach ihm noch von zwei Generationen weitergeführt. 2006 hatte das Unternehmen etwa 450 Mitarbeiter an vier Standorten und ein etwa 100.000 Artikel umfassendes Sortiment. 2008 wurde das Unternehmen von NOWEDA übernommen.